# Ulrich Gotter
Ulrich Gotter (* 1964 Berlín) je německý historik.
Po studiu v Berlíně a Freiburgu získal Gotter roku 1992 na Albert-Ludwigs-Universität Freiburg doktorát, a působil jako asistent Joachima Gehrkeho v letech 1992 až 1998. Od roku 2004 je profesorem Universität Konstanz.
Zabývá se dějinami starého Říma a Římské republiky.

## Publikace
- Der Diktator ist tot!, 1996
- From Temple to Church : Destruction and Renewal of Local Cultic Topography in Late Antiquity (spolu s Johannesem Hahnem a Stephenem Emmelem), 2008